# Анна Джейкъбс
Анна Джейкъбс (на английски: Anna Jacobs) е много плодовита английска писателка на произведения в жанра социална драма, съвременен и исторически любовен роман, и историческа семейна сага. Пише научна фантастика и фентъзи под псевдонима Шана Джей (на английски: Shannah Jay)

## Биография и творчество
Шери-Анна Джейкъбс е родена през 1941 г. в Рочдейл, Ланкашър, Англия. Дъщеря е на директор на социални услуги и секретарка. Следва в университета в Лийдс, който завършва през 1962 г. с бакалавърска степен с отличие, следвана от магистърска степен по изкуства. Омъжва се за икономист с когото имат две дъщери. След дипломирането си работи като учителка, преподавателка в технически колеж за възрастни и служителка по човешки ресурси. Емигрира в Австралия през 1973 г.
Авторка е на над 90 романа, повечето от които са исторически саги, семейни истории или истории за взаимоотношения. Едновременно пише фантастични романи, публикувани под псевдонима Шана Джей.
През 2006 г. нейният роман „Гордостта на Ланкашър“ от поредицата „Сестрите Престън“ печели наградата „Австралийски романтичен роман на годината“.
Анна Джейкъбс живее със семейството си в Пърт, Западна Австралия.

## Произведения

### Самостоятелни романи
- Persons of Rank (1992)[1][4]
- Jessie (1998)[3]
- Like No Other (1999)
- Seasons of Love (2000)
- The Northern Lady (2001)
- Replenish the Earth (2001)
- Mistress of Marymoor (2002)
- Change of Season (2003)
- Marrying Miss Martha (2004)
- The Wishing Well (2004)
- An Independent Woman (2005)
- The Corrigan Legacy (2006)
- Family Connections (2007)
- Kirsty's Vineyard (2007)
- Chestnut Lane (2008)
- Freedom's Land (2008)
- Saving Willowbrook (2009)
- In Focus (2009)
- Licence to Dream (2010)
- Moving On (2011)
- Winds of Change (2012)
- Marrying a Stranger (2013)
- Tomorrow's Path (2015)
- A Very Special Christmas (2021)

### Поредица „Семейство Гибсън“ (Gibson Family)
1. Salem Street (1994)[1][2][4]
2. High Street (1994)
3. Ridge Hill (1995)
4. Hallam Square (1996)
5. Spinners Lake (1997)

### Поредица „Сестрите Кершоу“ (Kershaw sisters)
1. Our Lizzie (1999)[1][3]
2. Our Polly (2001)
3. Our Eva (2002)
4. Our Mary Ann (2003)

### Поредица „Ланкаширска сага“ (Lancashire saga)
1. Lancashire Lass (2000)[1][3]
2. Lancashire Legacy (2001)

### Поредица „Семейство Стейли“ (Staley Family)
1. Down Weavers Lane (2002)[3]
2. Calico Road (2005)

### Поредица „Семейство Майкълс“ (Michaels Family)
1. A Pennyworth of Sunshine (2003)[1][3]
2. Twopenny Rainbows (2004)
3. Threepenny Dreams (2004)

### Поредица „Сестрите Престън“ (Preston sisters)
1. Pride of Lancashire (2005)[1][3]
2. Star of the North (2006)
3. Bright Day Dawning (2006)
4. Heart of the Town (2006)

### Поредица „Помощниците на лейди Бинграм“ (Lady Bingram's Aides)
1. Tomorrow's Promises (2007)[1][3]
2. Yesterday's Girl (2008)

### Поредица „Сестрите Блейк“ (Blake Sisters)
1. Farewell to Lancashire (2009)[1][3]
2. Beyond the Sunset (2010)
3. Destiny's Path (2011)

### Поредица „Момичетата от Уилтшир“ (Wiltshire Girls)
1. Cherry Tree Lane (2010)[1][3]
2. Elm Tree Road (2011)
3. Yew Tree Gardens (2012)

### Поредица „Търговецът“ (Trader)
1. The Trader's Wife (2011)[1][2]
2. The Trader's Sister (2012)
3. The Trader's Dream (2012)
4. The Trader's Gift (2013)
5. The Trader's Reward (2014)

### Поредица „Сивите дами“ (Greyladies)
1. Heir to Greyladies (2013)[1][3]
2. Mistress of Greyladies (2014)
3. Legacy of Greyladies (2015)

### Поредица „Надежда“ (Hope)
1. A Place of Hope (2013)[1][3]
2. In Search of Hope (2013)
3. A Time for Hope (2014)

### Поредица „Ривеншоу“ (Rivenshaw)
1. A Time to Remember (2013)[1][2]
2. A Time for Renewal (2015)
3. A Time to Rejoice (2016)
4. Gifts For Our Time (2017)

### Поредица „Черен пипер“ (Peppercorn)
1. Peppercorn Street (2014)[1][2]
2. Cinnamon Gardens (2015)
3. Saffron Lane (2017)
4. Bay Tree Cottage (2018)
5. Christmas in Peppercorn Street (2019)

### Поредица „Меденото завещание“ (Honeyfield Bequest)
1. The Honeyfield Bequest (2016)[1][3]
2. A Stranger in Honeyfield (2016)
3. Peace Comes to Honeyfield (2018)

### Поредица „Елиндейл“ (Ellindale)
1. One Quiet Woman (2017)[1][2]
2. One Kind Man (2018)
3. One Special Village (2018)
4. One Perfect Family (2019)

### Поредица „Пени Лейк“ (Penny Lake)
1. Changing Lara (2019)[1][3]
2. Finding Cassie (2020)
3. Marrying Simone (2020)

### Поредица „Брезов край“ (Birch End)
1. A Daughter's Journey (2019)[1][3]
2. A Widow's Courage (2020)
3. A Woman's Promise (2020)

### Поредица „Бакшоу Мос“ (Backshaw Moss)
1. A Valley Dream (2021)[1][3]
2. A Valley Secret (2021)
3. A Valley Wedding (2022)

### Поредица „Крайбрежна линия“ (Waterfront)
1. Mara's Choice (2021)[1][3]
2. Sarah's Gift (2022)
3. Paula's Way (2023)

### Поредица „Юбилейното езеро“ (Jubilee Lake)
1. Silver Wishes (2022)[1][3]
2. Golden Dreams (2023)
3. Diamond Promises (2023)

### Поредица „Пътеката на лиственицата“ (Larch Tree Lane)
1. Larch Tree Lane (2022)[1][3]
2. Hawthorn Close (2023)
3. Magnolia Gardens (2024)

### Сборници
- Summer of Love (1994) – с други[1][3]
- The Best Valentine's Day Ever and other stories (2011)
- The Cotton Lass and Other Stories (2018)

### Като Шана Джей

#### Самостоятелни романи
- Envoy (1994)[1][3]
- Alien Invasions (2000) – с Кери Грийнууд и Луси Съсекс
- The Sword of Azaray (2010)

#### Поредица „Хрониките на Тенебрак“ (Chronicles of Tenebrak)
1. Tenebrak, the Founding (2010)[1][3]
2. Quest (1993)
3. Lands of Nowhere (1995)
4. Shadow of the Serpent (1995)
5. The Price of Wisdom (1996)

#### Разкази
- The Lady of Silverbrae (1995)
- Research Project (1995)
- Walk the Wildwoods (1996)
- Flame Child (1998)
- So Sorry! (1999)
- Into the Dark (2000)